# John Danyel
Pour les articles homonymes, voir John Daniel.
John Danyel ou Daniel (né à Wellow, dans le Somerset, en 1564 et mort en 1626) est un compositeur, luthiste et gambiste anglais des débuts de la période baroque.

## Biographie
Né dans le village de Wellow (Somerset), John Danyel est le plus jeune frère du poète et historien Samuel Daniel.
En qualité de musicien, il exerce diverses fonctions à la cour d'Angleterre.
Song for the Lute, Viol and Voice (1606) est un recueil de ses compositions pour voix et accompagnement de luth, ou pour luth seul, ou encore pour duo de luth ou de violes.

## Discographie
- Like as the Lute Delights, dans le CD Elizabethan Songs - The Lady Musick, Emma Kirkby (soprano), Anthony Rooley, luth (1998, L'Oiseau-Lyre)
- Deux œuvres pour luth de John Danyel Passymeasure et A Fancy dans le CD Why not here - Music for two lyra-viols, avec des œuvres de Thomas Ford, Alfonso Ferrabosco II, John Jenkins, Anthony Holborne, Richard Alison et William Lawes - Friederike Heumann et Hille Perl, violes de gambe ; Lee Santana et Michael Freimuth, luths (2001, Accent ACC 21317)